# Overlord II
Overlord II – komputerowa gra akcji przedstawiona w perspektywie trzeciej osoby wyprodukowana przez Triumph Studios i wydana na platformy Microsoft Windows, Xbox 360 i PlayStation 3 przez Codemasters, sequel gry Overlord. Światowa premiera gry miała miejsce 23 czerwca 2009 roku.
Scenariusz do gry Overlord II, podobnie jak do pierwszej części, napisała córka twórcy Świata Dysku Terry'ego Pratchetta, Rhianna Pratchett. Historia jest kontynuacją poprzedniej części, w której gracz wcielił się w postać antybohatera zwanego Suwerenem (ang. Overlord). Tym razem dostaje kontrolę nad synem poprzedniego Suwerena, który został przeniesiony przez uprzedzone do magicznych istot „Wielkie Imperium” (wzorowane na Imperium Rzymskim) do zmarzniętej, górskiej krainy Nordberg. Oprócz kontrolowania uzbrojonego w broń białą i magiczne zaklęcia Suwerena gracz kieruje również jego sługusami (ang. minions), którzy wykonują większość czynności w grze. Nowa sztuczna inteligencja sprawia, że sługusy mogą wykonywać więcej niż w poprzedniej części czynności, między innymi pływać statkami, ujeżdżać zwierzęta czy obsługiwać machiny wojenne. Gracz dostaje możliwość nadawania imion sługom i w razie ich śmierci może ich wskrzeszać.
Gra jest mieszanką elementów fantasy i parodii problemów realnego świata. Występuje w niej możliwość gry wieloosobowej.